# Уваров, Алексей Михайлович
Алексе́й Миха́йлович Ува́ров (1 июня 1981, Краснодар) — российский футболист, полузащитник.

## Карьера
Карьеру игрока начал в 2000 году в клубе «Вагонник» Краснодар, в 2001 году перешёл в немецкую «Боруссию» Фульда, 2003 год отыграл в «Спартаке» Сумы, Украина. В 2003 году перешёл в одесский «Черноморец», за который выступал до конца 2004 года. В 2003 году отдавался в аренду в МФК «Николаев». Единственный матч за «корабелов» провёл 7 ноября 2003 года в гостевом матче с киевским ЦСКА, забил победный гол. Позже в межсезонье перешёл а киевский «Арсенал». В следующем сезоне перешёл в казанский «Рубин», в котором провёл три матча в премьер-лиге, через год перешёл в фарм-клуб «Рубин-2». 4 августа 2009 года стало известно, что Уваров продолжит карьеру в клубе «Черноморец» Новороссийск.